# 東京都立台東病院
東京都立台東病院（とうきょうとりつたいとうびょういん）は、かつて存在した日本の医療機関。東京都が運営する病院であった。旧東京都立吉原病院。

## 沿革
東京都立吉原病院は警視庁病院を母体とする性病専門の病院であった。後に東京都立台東産院と合併する。
1911年2月1日、娼妓の治療をなすため、警視庁が吉原遊廓ほか5カ所 に警視庁病院を設けたのが始まりである。これは明治43年勅令第310号「風俗上取締を要する稼業を為す者及行政執行法第3条の患者の治療施設に関する件」に根拠を有するもので、警視庁は「警視庁病院設置の件」を公布した。1942年に東京府に経営移管。
娼妓取締規則（明治33年10月内務省令第44号）の廃止により、戦後は性病予防法第16条に基づく性病病院として残るが、1951年以降に入院患者が激減したため、まず駒込病院分室として伝染病患者の収容にあて、次いで結核性疾患のための整形外科病院として使用することになり、1959年4月1日、東京都立台東病院（性病科35床、整形外科95床）となった。
吉原病院の面影は事務室の金庫にある「東京都立吉原病院」の文字がそれを示していたという。
病床数は120床（休止時）ただし予算定数は116床（一般のみ）。
東京都立台東産院は太平洋戦争で焼失した区立下谷産院に代わる施設として1950年に設置された。位置は台東区千束2丁目173番地（現在の台東区浅草4丁目26番1号）、所管は母子衛生課。児童福祉法による助産施設として主に貧困層の母子医療に取り組んできた。施設が木造モルタル建築であったため建物は1970年代には劣悪なものとなっており、災害時の危険性が指摘されていた。しかし分娩件数は年平均1,100件程度で一定の件数を保っており、加えて開業医が危険を避けて分娩を取り扱わなくなっていた（防衛医療）ことから一定の需要はあった。このため、産院は74年から主計部に施設改築の予算要求を繰り返してきたが、結局台東病院の3階に移転することで決着した。
1980年に台東病院と台東産院が合併、のちにスポーツ整形外科を新設した。
1996年に休止したが、二次医療圏における病床数が過剰であるため増床は見込めず、「旧都立台東病院あり方検討委員会」では、東京都保健医療公社による運営を考えるべきだとの答申が出された。8年後の2004年3月に廃止となった。跡地は台東区が取得し、2009年に東京都台東区立台東病院が建設された。台東区は指定管理者制度を導入し、経営・運営を100％地域医療振興協会にゆだねている。

## 年表
（東京都立吉原病院・東京都立台東病院）
- 1911年2月1日 - 警視庁病院（吉原病院）設立
- 1923年9月1日 - 関東大震災により本館焼失
- 1926年3月 - 吉原病院本館落成
- 1942年11月 - 所管を東京府に変更
- 1943年7月1日 - 東京都制施行、東京都に運営移管
- 1945年3月10日 - 東京大空襲により本館の一部焼失
- 1946年 - GHQの指令によりコンタクト・トレーシング（感染源追求）とレイド（一斉検挙）の実施開始
- 1958年 - 本館の全面改修
- 1959年4月 -  東京都立台東病院発足　第一整形外科（結核に起因する疾病）・第二整形外科（一般の疾病）・性病科の3科で発足
- 1967年4月1日 - 地方公営企業法一部適用
- 1969年4月1日 - 第一整形外科・第二整形外科を整形外科に統合、性病科を皮膚科と泌尿器科に分割

（東京都立台東産院）
- 1950年12月 - 区立下谷産院の代替施設として、台東区千束2丁目173番地（現在の台東区浅草4丁目26番1号）の地に開設。許可病床数50床
- 1956年10月16日 - 東京都立産院条例制定
- 1960年8月 - 未熟児病床6床を増設
- 1967年4月1日 - 地方公営企業法一部適用
- 1971年5月 - 監査委員より施設不燃化の指摘
- 1972年9月 - 日本堤消防署より病棟不燃化の指摘

（東京都立台東病院）
- 1980年11月10日 - 台東病院と台東産院を合同し、台東病院発足。診療科に産科・婦人科・小児科が加わる。台東産院が病院の3階に移転する形をとる
- 1984年1月 - スポーツ整形外科を開設
- 1995年7月25日 - 都立産院等問題検討委員会が衛生局長あてに答申、台東病院の廃止を勧告。
- 1996年3月31日 - 台東病院休止、一般会計に移管
- 1997年 - 『旧都立台東病院の今後のあり方について』により、病院は東京都保健医療公社が運営することが望ましいとの答申が出される
- 2004年3月31日 - 台東病院、正式廃止
- 2009年4月1日 - 跡地に台東区立台東病院が開設される。

## 交通アクセス
- 営団地下鉄日比谷線入谷駅下車徒歩10分
- 都バス都08系統・草43系統・草63系統千束下車徒歩3分
- 台東区循環バスめぐりん「北めぐりん」台東病院下車0分

## 註
1. ↑  他の5カ所は洲崎・新宿・品川・八王子・府中。のち1913年3月に板橋警視庁病院が新設された。
2. ↑  「編集後記」『都立台東病院のあしあと』169頁